# Бездействие системы
Бездействие системы (англ. system idle process) — процесс, выполняемый процессором в пространстве ядра операционной системы в случае, если нет других процессов, которые процессор мог бы выполнять.
Количество потоков процесса «бездействие» равно количеству процессоров или ядер, имеющихся в компьютере. Процесс «бездействие» выполняется процессором/ядром, например, если в системе все потоки выполняются на другом процессоре/ядре.
В ОС семейства Windows процесс «бездействие» используется для понижения энергопотребления процессора. Конкретный способ понижения энергопотребления зависит от возможностей аппаратного обеспечения и прошивки. Например, на процессорах архитектуры x86 процесс «бездействие» в цикле выполняет инструкцию HLT. Во время выполнения этой инструкции процессор отключает некоторые внутренние компоненты и начинает ожидать наступления аппаратного прерывания (англ. hardware IRQ). При наличии поддержки какой-либо технологии энергосбережения (например, Intel SpeedStep) процессор также может переключиться в режим пониженного энергопотребления.